# Токигава
Токигава (яп. ときがわ町 Токигава-мати) — посёлок в Японии, находящийся в уезде Хики префектуры Сайтама. Площадь посёлка составляет 55,77 км², население — 11 628 человек (1 августа 2014), плотность населения — 208,50 чел./км².

## Географическое положение
Посёлок расположен на острове Хонсю в префектуре Сайтама региона Канто. С ним граничат города Ханно, Титибу, посёлки Огава, Хатояма, Рандзан, Огосе, Йокодзе и село Хигасититибу.

## Население
Население посёлка составляет 11 628 человек (1 августа 2014), а плотность — 208,50 чел./км². Изменение численности населения с 1980 по 2005 годы:
| 1980 | 11 131 чел. |  |
| 1985 | 12 497 чел. |  |
| 1990 | 13 489 чел. |  |
| 1995 | 14 251 чел. |  |
| 2000 | 13 966 чел. |  |
| 2005 | 13 271 чел. |  |

## Символика
Деревом посёлка считается клён дланевидный, цветком — Rhododendron dilatatum, птицей — обыкновенный зимородок.